# Gemeindepartnerschaft

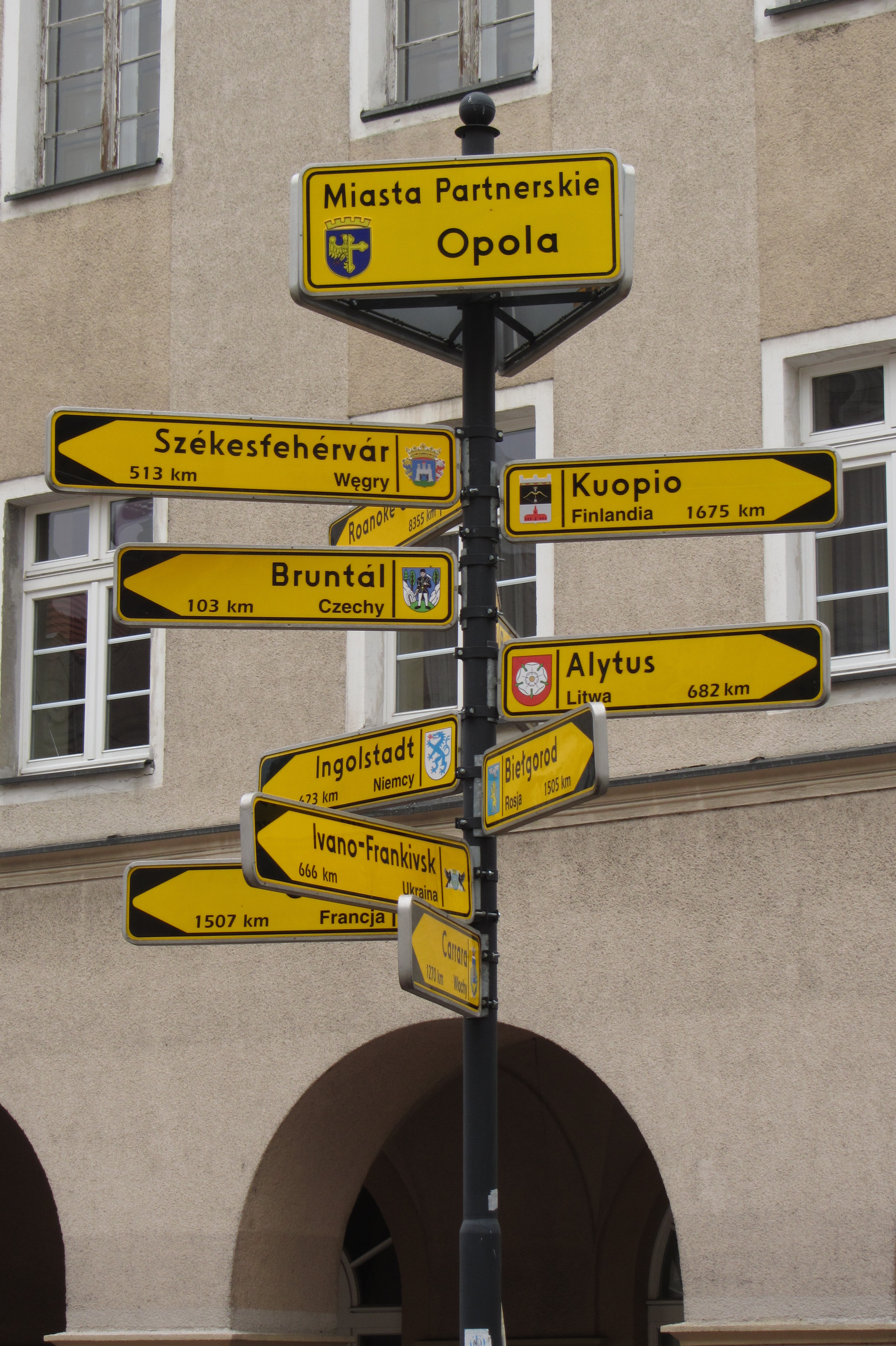
Wegweiser zu den Partnerstädten von Opole

Eine Gemeindepartnerschaft – auch Städtepartnerschaft oder Jumelage – ist eine Partnerschaft zwischen zwei Städten, Gemeinden oder Regionen (Partnerstädte usw.) mit dem Ziel, sich kulturell und wirtschaftlich auszutauschen. Internationale kommunale Partnerschaften werden außerdem als Plattform genutzt, um die Demokratisierung in Staaten zu unterstützen, in denen Rechtsstaatlichkeit und Freiheit noch nicht als erreicht angesehen werden („kommunale Außenpolitik“). Die meisten Partnerschaften bestehen zwischen Städten und Gemeinden in verschiedenen Ländern. Nachdem in der Nachkriegszeit häufig westdeutsche Kommunen Patenschaften für Flüchtlinge und Vertriebene in den ehemaligen deutschen Ostgebieten, im Sudetenland oder in der DDR übernahmen, haben deutsch-deutsche Städte- und Gemeindepartnerschaften in Zusammenhang mit der Wiedervereinigung wichtige Beiträge für das Zusammenwachsen geleistet. Eine schwächere Form der Städtepartnerschaft ist die Städtefreundschaft. Sie ist meist zeitlich begrenzt oder bezieht sich nur auf bestimmte Projekte einer Beziehung. Eine noch schwächere Form ist der Städtekontakt, welcher nur eine lose Beziehung zwischen zwei Städten oder Gemeinden darstellt.

## Geschichte

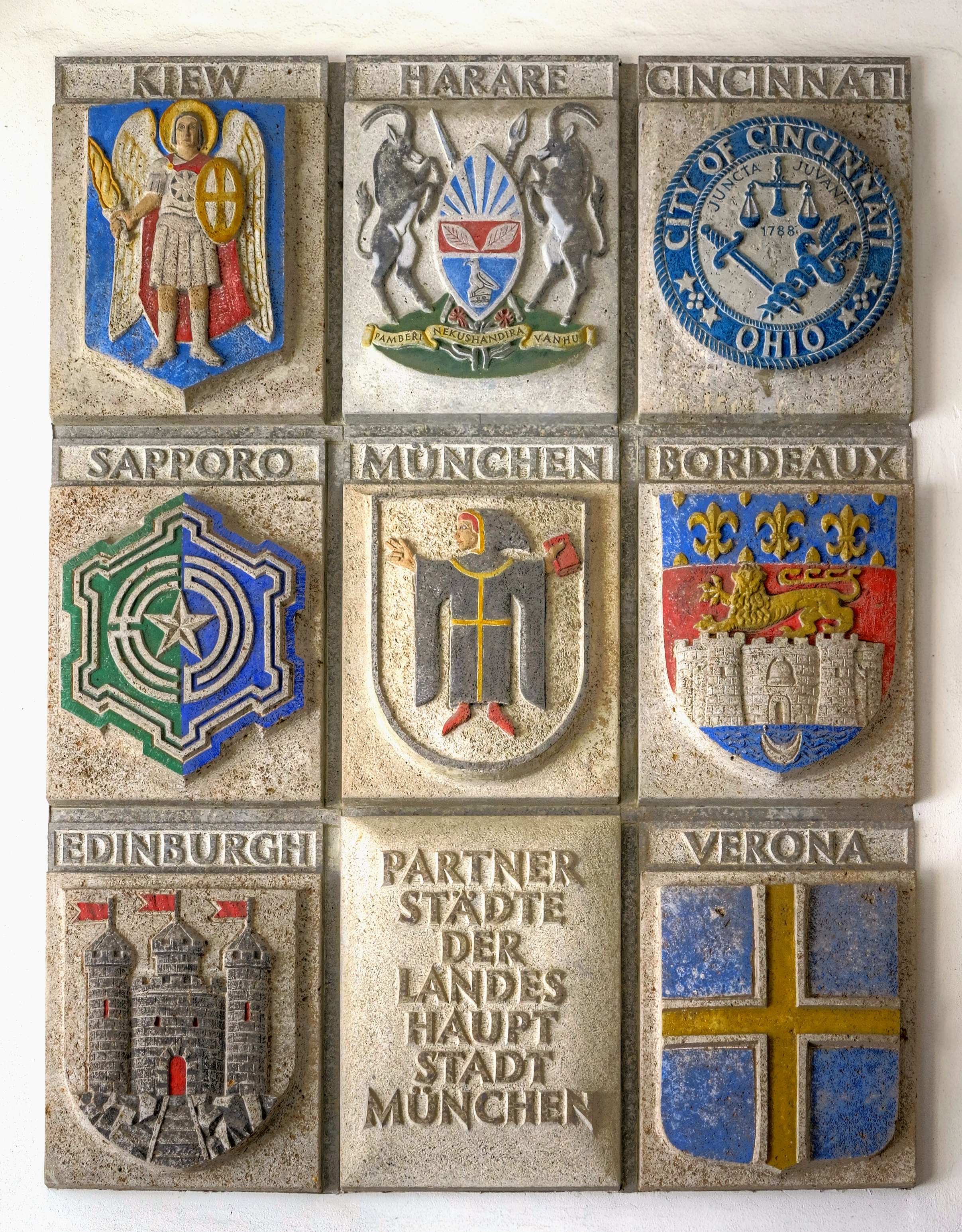
Wandskulptur von Münchens Partnerstädten im Neuen Rathaus

Historisch betrachtet wurde die Städtepartnerschaft Le Mans–Paderborn 836 urkundlich erwähnt; aber eine offizielle Städtepartnerschaft entstand erst 1967.
Seit 1913 pflegen Brugg (Schweiz) und Rottweil (Baden-Württemberg) eine Städtefreundschaft (mittlerweile Städtepartnerschaft) in Anknüpfung an die Zugehörigkeit Rottweils zur Alten Eidgenossenschaft als Zugewandter Ort. Den Anstoß dazu gaben die Männergesangsvereine beider Städte mit gegenseitigen Besuchen.
1921 sind das britische Keighley, West Yorkshire, und Poix-du-Nord im französischen Département Nord eine Städtebeziehung eingegangen in der Form, dass die britische Stadt die französische „adoptierte“; eine offizielle Partnerschaft erfolgte 1986.
Oft fälschlich wird der „Patenschaftsbund“ von Teilen der Kieler Bürgerschaft mit „deutschen Stammesbrüdern“ im dänischen Sonderburg, das bis 1922 deutsch gewesen war, als Partnerschaft bezeichnet. Hierbei handelt es sich jedoch um eine Patenstadt, was vermehrter für Vertriebene nach dem Zweiten Weltkrieg geschlossen wurde. Die mutmaßlich älteste Städtepartnerschaft im heutigen Sinn, die bis heute besteht, wurde 1930 zwischen Wiesbaden und Klagenfurt besiegelt.

### Kommunale Außenpolitik
Nach dem Zweiten Weltkrieg wurden ab 1947, ausgehend von den britischen Besatzern, freundschaftliche Beziehungen zwischen deutschen und britischen Städten aufgenommen, um Völkerverständigung „von unten“ zu ermöglichen. Erste Beispiele sind die Partnerschaften Bonns, Düsseldorfs und Hannovers mit Oxford, Reading beziehungsweise Bristol. 2012 kündigte jedoch der Stadtrat im britischen Bishop’s Stortford nach 46 Jahren die Partnerschaft mit dem hessischen Friedberg. Auch zwischen Westerkappeln im Münsterland und Bathmen liegt diese auf Eis, da jene niederländische Gemeinde 2005 in die benachbarte Großstadt Deventer eingemeindet wurde. Folglich wurde sie 2014 von Deventer beendet. Unter praktischen Gesichtspunkten beendete Leinsweiler 2011 die seit 2003 bestehende Beziehung zu Gerjen.
Im Land Baden-Württemberg wurde 1947 die erste deutsch-amerikanische Städtepartnerschaft zwischen Crailsheim und Worthington begründet. 1950 wurde die erste Städtepartnerschaft mit einer Stadt in Frankreich besiegelt: Ludwigsburg begann seinerzeit eine Jumelage mit Montbéliard (Hauptartikel: Städtepartnerschaft zwischen Ludwigsburg und Montbéliard). Montbéliard, deutsch Mömpelgard, war lange Zeit eine württembergische Exklave in Frankreich.
Als erste deutsche Großstadt besiegelte Wuppertal am 29. September 1977 eine Freundschaftsvereinbarung mit der israelischen Großstadt Be’er Scheva, die Kontakte werden auf deutscher Seite durch einen Freundeskreis organisiert.
Sehr diplomatisch wird die Angelegenheit in Genf gelöst: Die Stadt Genf kennt keine expliziten Städtepartnerschaften, sondern erklärt sich mit der ganzen Welt verbunden.

### Europäische Kooperation
1951, zu einem Zeitpunkt zu dem die Idee eines vereinten Europas noch nicht im Zentrum der politischen Debatte stand, gründeten 50 Bürgermeister deutscher und französischer Städte in Genf den Rat der Gemeinden Europas, seit 1984 Rat der Gemeinden und Regionen Europas, (RGRE). Der Rat hat sich unter anderem zur Aufgabe gemacht, die Aussöhnung zwischen den Völkern Europas und die kommunale Zusammenarbeit über nationale Grenzen hinweg zu fördern. Damit war eine internationale Grundlage zum Aufbau von Städtepartnerschaften in Europa gegeben. Die Deutsche Sektion des RGRE, die 1955 gegründet wurde und deren Präsident bis voraussichtlich Ende 2021 der Oberbürgermeister der Stadt Karlsruhe, Frank Mentrup ist, hat ihren Sitz beim Deutschen Städtetag in Köln. Frankreich, Deutschland und Polen haben die meisten Verbindungen in der Europäischen Städtepartnerschaftsbewegung.

### Solidarität
1979 wurde der Diktator Somoza in Nicaragua durch einen Volksaufstand vertrieben. Die Solidaritätsbewegung in Europa und USA hat politische Unterstützung geleistet, in den 1980er Jahren wurden verstärkt Städtepartnerschaften initiiert zur Unterstützung der Entwicklung in Nicaragua. Zahlreiche nicaraguanische und deutsche Städte sind durch Städtepartnerschaften und -freundschaften eng miteinander verbunden.

### Öffnung des Eisernen Vorhangs

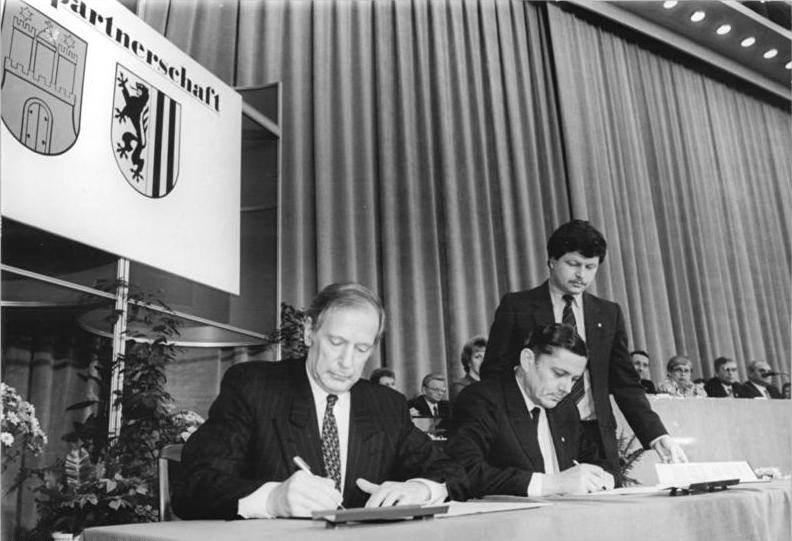
Unterzeichnung Partnerschaftsvertrags Dresden–Hamburg (1988)

Bereits 1959 kam es zum Kontakt zwischen der DDR-Bezirksstadt Gera und Saint-Denis (Frankreich); Karl-Marx-Stadt und Arras folgten 1967.
Vertreter Wuppertals gingen im Jahr 1980 neue Wege und unterzeichneten einen Partnerschaftsvertrag mit Košice. Damit war Wuppertal die erste westdeutsche Stadt, die partnerschaftliche Beziehungen zu einer Stadt in der damaligen Tschechoslowakei aufnahm. Im politisch geteilten Europa wurde das zu einem Modellfall für Städtepartnerschaften zwischen Ost und West. Treibende Kraft war hierbei der damalige Wuppertaler Stadtrat Klaus Kriesche, geboren in der Tschechoslowakei. Der damalige Außenminister Hans-Dietrich Genscher, Mitglied des Deutschen Bundestages für einen Wuppertaler Wahlkreis und politischer Freund von Kriesche, unterstützte auf Bundesebene. Auf Košicer Seite war der mehrfache Oberbürgermeister Košices (1983–1986, 1994–1999) und spätere Staatspräsident der Slowakei (1999–2004) Rudolf Schuster maßgeblich beteiligt. Im Rahmen dieser Städtepartnerschaft fand 1987 eine Veranstaltung statt, die es so noch nicht gegeben hat: Der Freundschaftslauf Wuppertal-Košice über eine Strecke von 1765 Kilometern war eine Grenzen überschreitende Demonstration für den friedlichen Dialog zwischen Ost und West, organisiert von Kommunalpolitikern, engagierten Bürgern wie Alfred Howad und dem Gewinner der olympischen Goldmedaille Emil Zátopek.
Auch die DDR bemühte sich um Kontakte im Westen. Anfang der 1980er Jahre gab das Außenministerium der DDR den Impuls an Leipzig, im Rahmen der Freundschaftsgesellschaft Griechenland-DDR Beziehungen mit Thessaloniki aufzunehmen. Am 17. Oktober 1984 wurde in Thessaloniki der Städtepartnerschaftsvertrag unterzeichnet.
In diesem Zusammenhang ist auch die Vereinigung Freunde im Herzen Europas zu nennen.

### Deutsche Wiedervereinigung
Ab Mitte der 1980er Jahre ermöglichte die Lockerung des Eisernen Vorhangs partnerschaftliche Beziehungen zwischen BRD- und DDR-Gemeinden. Das war zu Beginn eine politisch brisante Angelegenheit. Am 25. April 1986 wurde in Eisenhüttenstadt und am 19. September desselben Jahres in Saarlouis die erste deutsch-deutsche Städtepartnerschaft besiegelt, was vor allem auf die Vermittlung des damaligen saarländischen Ministerpräsidenten Oskar Lafontaine und des im Saarland geborenen Vorsitzenden des Staatsrats Erich Honecker zurückzuführen war. Die zweite deutsch-deutsche Städtepartnerschaft wurde am 26. November 1986 in Lübben im Spreewald und am 12. Dezember 1986 in Neunkirchen im Saarland vereinbart.
Auch Wuppertal schloss früh eine Partnerschaft mit einer DDR-Stadt, nämlich Schwerin. Um einen aktiven Beitrag zu gutnachbarschaftlichen Beziehungen zwischen beiden Teilen Deutschlands zu leisten, wurden die Verträge nach teilweise zähen Verhandlungen am 9. Februar 1987 in Wuppertal und am 26. Februar 1987 in Schwerin unterzeichnet.
Ähnliches geschah in Aachen. Seit 1985 bemühte sich der dortige Stadtrat um eine Städtepartnerschaft mit einer Kommune in der damaligen DDR. Durch die Vermittlung des Aachener Kunstsammlers Peter Ludwig, der seine persönliche Bekanntschaft mit Erich Honecker in den Sondierungsprozess einbrachte, wurde eine Verbindung zur Stadt Naumburg hergestellt. Der Austausch war zunächst auf offizielle Begegnungen ohne Beteiligung der Bürger beschränkt. Am 30. Mai 1988 wurde die Partnerschaftsurkunde in Aachen unterzeichnet.
Nach der Wiedervereinigung Deutschlands wurden Städtepartnerschaften zwischen Ost- und Westkommunen beziehungsweise Ost- und Westkreisen geschlossen, welche in erster Linie zur Unterstützung der ostdeutschen Kommunen/Kreise bei den Veränderungen in Politik und Wirtschaft dienten. Deutsch-deutsche Städtepartnerschaften haben in dieser Hinsicht unverzichtbare Beiträge für die Begegnung und das Zusammenwachsen der Menschen in allen Teilen Deutschlands geleistet. Zum Beispiel unterstützte die Stadt Aachen die Naumburger sachkundig und finanziell beim Aufbau einer neuen Verwaltung. Aachener Unternehmen und Gruppierungen engagierten sich vielfältig in der Partnerstadt. Unmittelbar nach der Vertragserneuerung im Januar 1990 wurde das Bürgerkomitee Aachen-Naumburg „Verein zur Förderung der Städtepartnerschaft Aachen-Naumburg e. V.“ gegründet.

### Deutsch-Belgischer Partnerstädtetag
Seit 2009 existiert ein Deutsch-Belgischer Partnerstädtetag, der als Einzelveranstaltung die rund 130 Städtepartnerschaften zwischen den beiden Nachbarländern feiern soll.

### Gegenwart
Mehrere tausend Städte und Gemeinden in Deutschland pflegen partnerschaftliche Beziehungen mit ebensolchen in Deutschland oder im Ausland. Dabei wurden inzwischen vermehrt auch außereuropäische Städte einbezogen. Die Deutsche Sektion des Rates der Gemeinden und Regionen Europas führt eine Online-Datenbank über die bestehenden Partnerschaften, Freundschaften und Kontakte deutscher Kommunen (Städte, Gemeinden und Kreise).
In Mannheim wurde 2010 bei einem sogenannten „virtuellen Bürgermeister*innen-Gipfel“ Anforderungen der Städte (ihrer Partnerkommunen) an die Vereinten Nationen verabschiedet. Diese politische Erklärung umfasst Aussagen zur Stärkung der Städtediplomatie und beteiligt sich damit an der UN-Initiative zum weltweiten Gedankenaustausch anlässlich des 75. Jubiläums der Vereinten Nationen.

## Gründung einer Partnerschaft

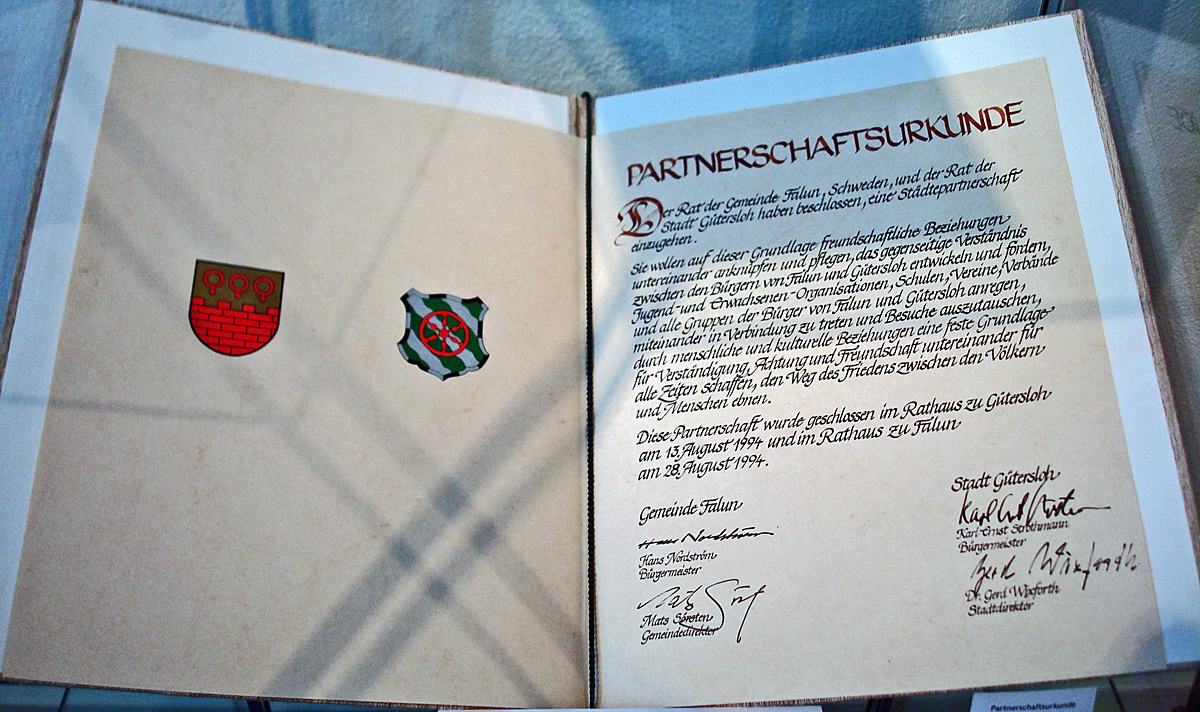
Partnerschaftsurkunde zur Städtepartnerschaft zwischen Gütersloh und Falun

Im Vorfeld der Gründung einer Partnerschaft wird meist geprüft, ob es eventuell bereits private Kontakte von Bürgern, örtlichen Kommunalpolitikern oder aber auch von Schulen zu einer Kommune im Ausland gibt, die ggf. intensiviert werden und dann in eine Städtepartnerschaft münden könnten. Sind solche Kontakte nicht vorhanden, werden „partnerschaftswillige“ Kommunen auch von überörtlichen Organisationen vermittelt. Viele Städte, die eine internationale Partnerschaft eingehen wollen, werden auch auf der Website des Rates der Gemeinden und Regionen Europas veröffentlicht. Hier werden etwa auch Musterverträge für Partnerschaften veröffentlicht.
Treffen verschiedene Kriterien zu – von Bedeutung ist dabei auch die Entfernung –, kommt es zu einem Besuch der Verwaltungsspitze, des Bürgermeisters oder des Gemeinderates und einem entsprechenden Gegenbesuch. Ein positives Echo führt dann meist zur formellen Aufnahme einer Städtepartnerschaft, die mit der Unterzeichnung der Partnerschaftsurkunde besiegelt wird.
In der Folgezeit werden je nach Engagement der Städte oftmals jährliche Besuche organisiert. Die Initiative hierzu geht entweder von der Stadtverwaltung oder gelegentlich auch von Vereinen aus. Die Besucher sollen in der Regel bei privaten Gastgebern untergebracht werden, was das Zusammenwachsen der Völker fördert. Nehmen Vereine an einem solchen Austausch teil, so werden nicht selten gemeinsame Veranstaltungen, etwa Wettkämpfe (bei Sportvereinen) oder Konzerte (bei Musikvereinen oder Chören) veranstaltet.
Einen bislang einmaligen Weg, ihre Städtepartnerschaften dauerhaft lebendig zu gestalten, geht die Stadt Osnabrück: Sie tauscht mit ihren Partnerstädten sogenannte Städtebotschafter aus. Dabei handelt es sich um junge Leute, die ein Jahr lang in der jeweiligen Partnerstadt leben und in deren Verwaltung mitarbeiten. Dort erfüllen sie alle Aufgaben, die im Zusammenhang mit der Städtepartnerschaft anfallen.
Gemeinden, die intensive europäische Partnerschaftskontakte unterhalten, können sich auch um Auszeichnungen des Europarats bewerben. Bei diesem Europapreis gibt es folgende Formen von Ehrungen: „Europadiplom“, „Ehrenfahne“, „Europaplakette“ und „Europapreis“. Diese werden stufenweise vergeben, so dass zunächst eine Bewerbung um das Europadiplom erfolgen muss. Wird dieses gewährt, kann sich die Kommune später um die Ehrenfahne etc. bewerben.

## Gründe für Städte- und Gemeindepartnerschaften

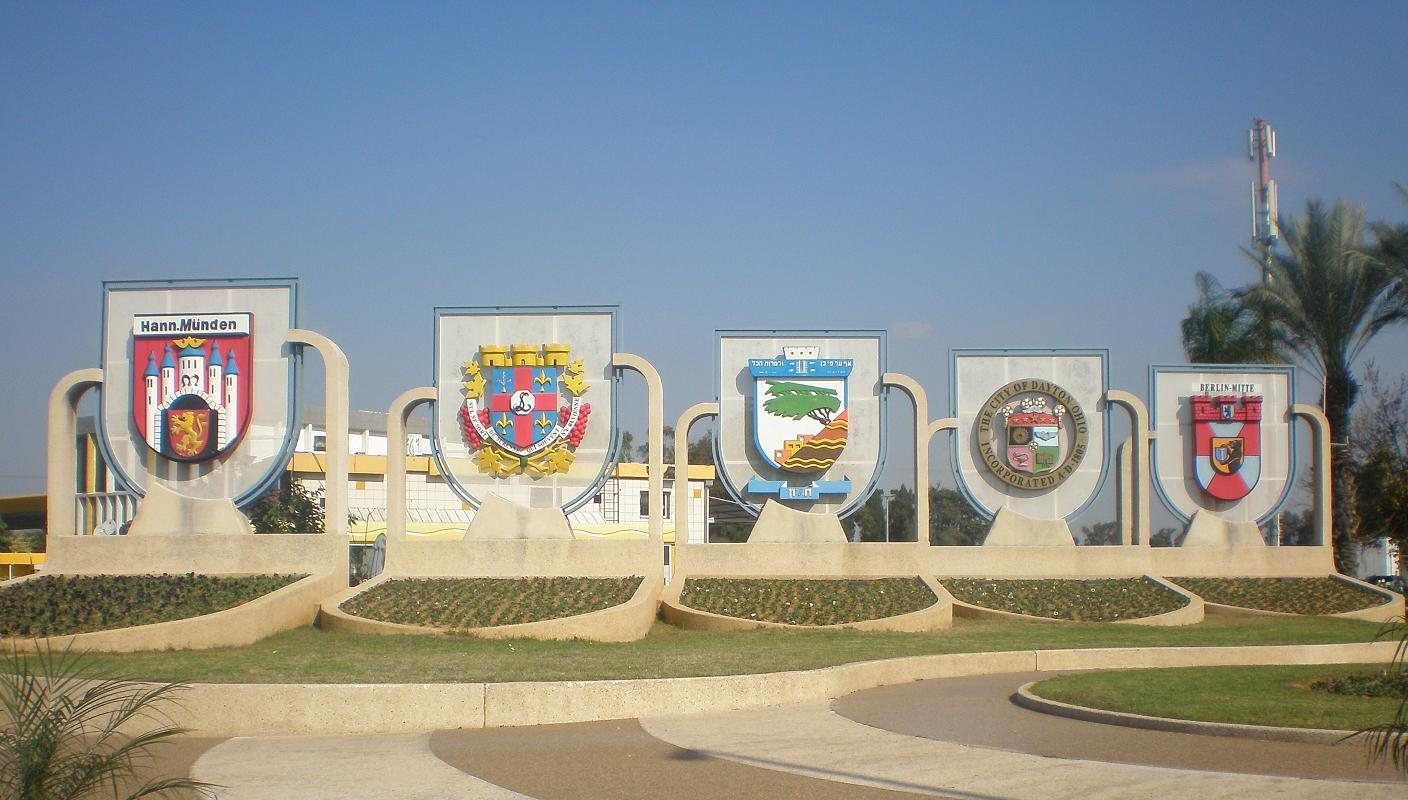
Partnerschaftsgarten in Cholon (Israel)

Sinn und Zweck von Städte- und Gemeindepartnerschaften ist das freiwillige Zusammenfinden von Menschen über Grenzen hinweg. In der Vergangenheit haben sich daher Städte nach entsprechenden Partnerstädten umgesehen. Dabei spielt die Größe der Stadt oder Gemeinde, ihre Struktur (zum Beispiel ländlich geprägt oder Industriegemeinde) sowie beispielsweise auch das Vereinsleben eine besondere Rolle.

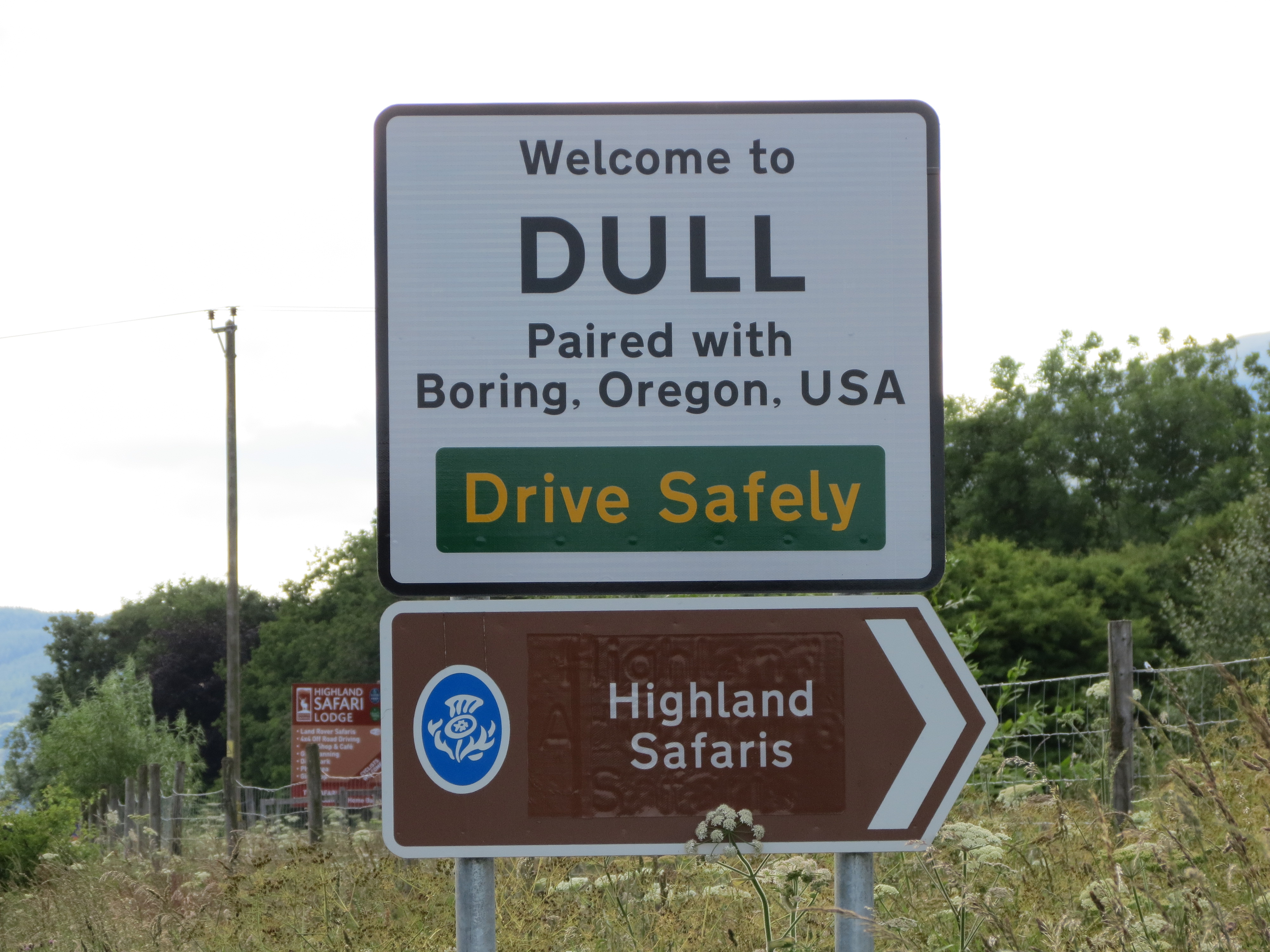
Städtepartnerschaft von Dull und Boring

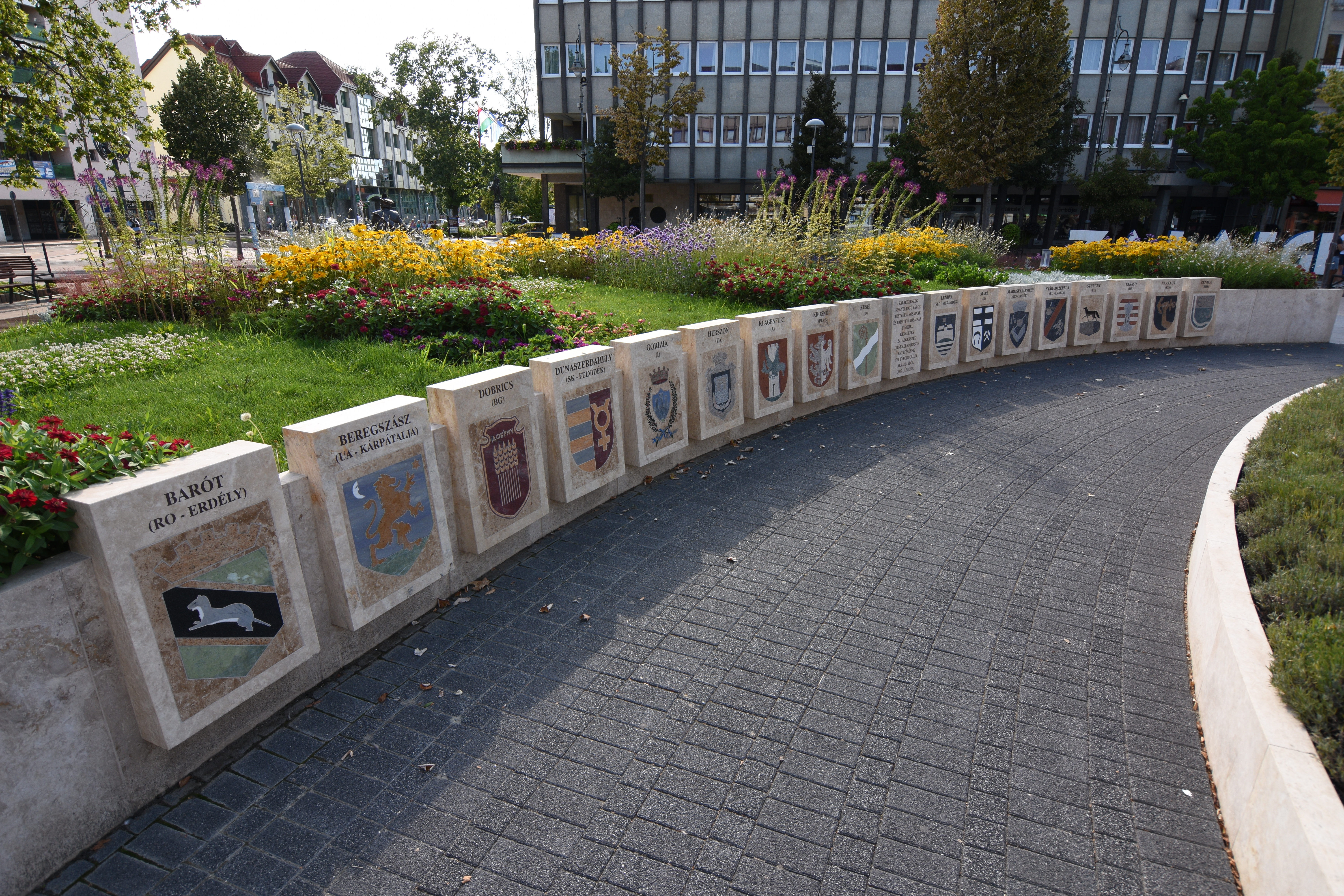
Städtepartnerschaft Zalaegerszeg (Ungarn)

In vielen Fällen beruht die Partnerschaft auf gemeinsamen Eigenschaften der Städte und Gemeinden:
Namensgleichheit oder -ähnlichkeit
- Altdorf bei Nürnberg und Altdorf UR in der Schweiz
- Bergentreffen: Seit 1995 treffen sich die deutschen Orte dieses Namens, von Bergen auf Rügen bis Bergen (Chiemgau).[22]
- Bocholt in Deutschland und Bocholt in Belgien
- Cham in Deutschland und Cham ZG in der Schweiz
- Coburg in Deutschland und Cobourg in Kanada
- Dresden („Elbflorenz“) und Florenz (1978) – auf Kultur weist auch die Documenta-Stadt Kassel bei der seit 1952 bestehenden Beziehung zu Florenz hin[23]
- Edinburgh (Dùn Èideann) im Vereinigten Königreich und Dunedin in Neuseeland
- Eichendörfer[24]
- Eppingen in Deutschland und Epping im Vereinigten Königreich
- Gars am Inn in Deutschland und Gars am Kamp in Österreich
- Frankenberg an der Eder und Frankenberg in Sachsen, beide Deutschland
- Furth im Wald in Bayern und Furth bei Göttweig in Niederösterreich
- Hattorf am Harz und Hattorf (Wolfsburg), beide Niedersachsen
- Hofkirchen an der Donau (Bayern) und Hofkirchen an der Trattnach (Oberösterreich)
- Kilchberg, heute Stadtteil von Tübingen, und Kilchberg am Zürichsee[25]
- Kirrweiler (Pfalz) mit Kirrweiler (bei Lauterecken) mit Kirrwiller mit Kirviller (seit 1975, letztgenannte Orte Region Grand Est (Elsass/Lothringen))
- Köln mit dem Berliner Bezirk Neukölln
- Küssnach im Klettgau (Deutschland) und Küssnacht am Rigi (Schweiz)
- Linz am Rhein in Deutschland und Linz an der Donau in Österreich
- Marburg an der Lahn (Deutschland) und Maribor in Slowenien, welches früher Marburg an der Drau hieß
- Melle in Deutschland und Melle in Frankreich sowie New Melle (Bundesstaat Missouri) in den USA
- Merkendorf: Verein Europäische Merkendorfs e. V. – sechs Merkendorfs in Deutschland und Österreich
- Moosburg a. d. Isar in Deutschland und Moosburg in Österreich
- Münster in Deutschland und Monastir in Tunesien
- Münsingen (Württemberg) und Münsingen (Kanton Bern) (freundschaftliche Beziehungen)
- Neu-Ulm in Deutschland und New Ulm (Bundesstaat Minnesota) in den USA
- Neustadt in Europa, Städte mit Namen „Neustadt“ in Deutschland, Österreich, den Niederlanden, Tschechien, Polen und der Slowakei
- Nordheim am Main (Bayern) und Nordheim im Elsass
- Oberndorf am Neckar in Deutschland und Oberndorf (bei Salzburg) in Österreich
- Olsberg in Deutschland und Olsberg AG in der Schweiz
- Rotschau in Deutschland und Ročov (ehemals Rotschau) in Tschechien
- Senftenberg in Deutschland und Senftenberg (Niederösterreich)
- Soest in Deutschland und Soest in den Niederlanden
- Spay in Deutschland und Spay in Frankreich
- Stratford-upon-Avon, Stratford (Connecticut), Stratford (Ontario), Stratford (Neuseeland)
- St. Blasien und Saint-Blaise,
- Steinmauern und Steinmaur, beide jeweils Deutschland/Schweiz
- T(h)alheimer Treffen – ähnlich wie Neustadt in Europa
- Waldburg (Württemberg) und Waldburg (Oberösterreich)
- Wittersheim (Mandelbachtal) in Deutschland und Wittersheim (Bas-Rhin) im Unter-Elsass in Frankreich

Persönliche Beziehungen
- Paderborn und Belleville (Illinois) durch John (eigentlich Johannes) Janssen, der später erster katholischer Bischof von Belleville wurde
- Städtepartnerschaft Verl–Delphos durch den in Verl am 23. Januar 1794 geborenen Pfarrer Johannes Otto Bredeick, der im Jahr 1849 die Stadt Delphos (Ohio) gründete.[26]

Wirtschaftliche und geographische Ähnlichkeit
- die Hauptstädte von vielen Ländern pflegen Städtepartnerschaften. So sind 15 der 17 Städtepartnerschaften Berlins und 37 der 40 Städtepartnerschaften Madrids solche mit anderen Hauptstädten.
- die Hafenstädte Hamburg und Marseille oder auch Rostock und Rijeka
- die Finanzmetropolen Frankfurt am Main und Mailand
- die Chemiestandorte Leverkusen und Schwedt/Oder
- Meißen und Arita haben beide mit Porzellan zu tun
- die Universitätsstädte Heidelberg und Cambridge
- die Automobilzentren Detroit und Toyota
- die Messestädte Hannover und Leipzig
- 190 Hansestädte aus 16 Ländern sind in der Neuen Hanse zusammengeschlossen
- die Kurorte Bad Abbach und Charbonnières-les-Bains
- die Städte an Elbe (bzw. Moldau) Hamburg und Dresden sowie Hamburg und Prag
- die historischen Handelszentren Nürnberg, Brügge, Nizza und Venedig[27]
- Frankfurt (Oder) und Słubice – Słubice (ehem. Dammvorstadt) ist ein ehemaliger Stadtteil Frankfurts
- Görlitz und Zgorzelec – Zgorzelec gehörte bis 1945 zu Görlitz
- Im Ring der Europäischen Schmiedestädte sind Orte zusammengeschlossen, in denen der Umgang mit Metall eine Rolle spielt(e).
- Kassel und Nowy Urengoi haben Verbindungen durch die Erdgasindustrie.

Wirkungsstätte/Geburtsort großer Dichter
- Marbach am Neckar (Schiller), L’Isle-Adam (Balzac), Stratford-upon-Avon (Shakespeare)

Ähnliche Geschichte
- Pforzheim und Gernika, die beide durch Luftangriffe völlig zerstört wurden.
- Dresden ist mit Coventry und Rotterdam verpartnert: Vergleichbar mit dem ersten Beispiel
- Chemnitz („sächsisches Manchester“) und Manchester sowie
- Wuppertal und Saint-Étienne, in beiden Fällen ähnliche Entwicklung während der industriellen Revolution
- Dreieckspartnerschaft Bochum – Sheffield – Donezk, alle Städte sind von der Montanindustrie geprägt und haben mit vergleichbaren strukturellen und städtebaulichen Problemen zu kämpfen. Weiterhin ist Bochum mit einer vierten Montanstadt verpartnert, Oviedo.
- die Krönungsstädte Aachen und Reims sowie die ehemalige spanische Residenzstadt Toledo
- die Königs-, Kaiser- und historischen Handelsstädte Krakau, Prag, Nürnberg und Frankfurt am Main
- Austragungsorte der Olympischen Spiele 1972 München und Sapporo
- Nürnberg und Glasgow, einstige Industriezentren mit ähnlichen Strukturproblemen[28]
- Garmisch-Partenkirchen hat die Wintersportzentren Aspen, Chamonix und Lahti als Partnerstadt
- Epsom und Chantilly, die beide für Pferderennen berühmt sind
- Lützelstein (frz. La Petite-Pierre) und Veldenz, Residenzsitze der gleichnamigen Grafschaften, die gemeinsam das Fürstentum Pfalz-Veldenz bildeten
- Die im Bund der europäischen Napoleonstädte zusammengeschlossenen Orte wurden durch die napoleonische Zeit geprägt
- Vergleichbar ist auch der eher inoffizielle Bund der Zähringerstädte

Ähnliche kulturelle Feste
- Köln und Rio de Janeiro (Brasilien) – beide Städte sind als Karnevalshochburgen bekannt

Wirkungsstätte bedeutender Persönlichkeiten
- Otterndorf und Penzlin, beide Städte sind durch Johann Heinrich Voß verbunden

Vergangenheitsbewältigung/Versöhnung
- die 20 km auseinanderliegenden Städte Hof (Saale) und Plauen, die vor dem Zweiten Weltkrieg eine enge Freundschaft pflegten, aber während des Kalten Krieges trotz ihrer geographischen Nähe durch den Eisernen Vorhang voneinander getrennt waren
- Sonneberg und Neustadt bei Coburg, vergleichbar mit dem ersten Beispiel
- Kaufbeuren und Jablonec/Gablonz – ein großer Teil der aus dem ehemaligen Gablonz an der Neiße vertriebenen Sudetendeutschen siedelte sich ab 1946 im Kaufbeurer Stadtteil Neugablonz an und baute dort die Gablonzer Modeschmuckindustrie neu auf. Die Städtepartnerschaft ging 2009 aus einer 1954 auf Anregung des Deutschen Städtetags geschlossenen Patenschaft hervor
- Aarau und Reutlingen. Nach dem Zweiten Weltkrieg übernahm Aarau die Patenschaft für Reutlingen zur Bewältigung der ersten Nachkriegsnot und daraus entstand 1970 eine formelle Partnerschaft.
- Affing und Łobez – Mahnmal für hingerichteten polnischen Zwangsarbeiter in Affing-Aulzhausen

Religiöse Beziehungen
- Paderborn und Le Mans über den gemeinsamen Bistumspatron Liborius, siehe Hauptartikel
- Weingarten und Mantua, beide verehren eine Heilig-Blut-Reliquie
- Ober-Ramstadt (Hessen) und Pragelato (Italien), Waldenser-Flüchtlinge aus Pragelato haben sich in Ortsteilen von Ober-Ramstadt im 17. Jahrhundert angesiedelt
- San Francisco mit Assisi, dem Herkunftsort seines Namenspatrons Franz von Assisi
- Marktl am Inn, Sotto il Monte Giovanni XXIII und Wadowice sind Geburtsorte von Päpsten[29]
- Shrines of Europe, sieben Marienwallfahrtsorte

EU-Partnerschaften
- Douzelage
- European Charter – Villages of Europe

Expertenaustausch
- Kommunen verfügen über spezifische Kenntnisse und Fähigkeiten, zum Beispiel zur Daseinsvorsorge für Wasser, Abwasser, Entsorgung, aber auch bei dem Aufbau von Einwohnermelderegistern und in Zusammenhang mit Haushaltsführung. Diese Expertisen werden im Rahmen von Partnerschaftsarbeiten genutzt.

Darüber hinaus gibt es auch Städtepartnerschaften, bei denen entwicklungspolitische Aspekte oder die Lokale Agenda 21 im Vordergrund stehen (sogenannte kommunale Entwicklungspartnerschaften, Nord-Süd-Partnerschaften bzw. Agenda-Partnerschaften und Klimapartnerschaften):
Lokale Agenda 21
- Cajamarca (Peru) und Berlin-Treptow-Köpenick[30]
- Surif (Palästina, Gouvernement Hebron) und Neuwied[31]

Kommunale Entwicklungspartnerschaft
- Aachen und Kapstadt (Südafrika)[32]
- Bezirk Friedrichshain-Kreuzberg (Berlin) und San Rafael del Sur (Nicaragua)[33]

Gemeinden an den vier Enden Deutschlands („Zipfelbund“):
List auf Sylt im Norden, Oberstdorf im Süden, Selfkant im Westen, Görlitz im Osten
Es gibt jedoch auch Beispiele, wo Gegensätze zutreffen:
- So gingen der französische Ort Y und das niederländische Dorf Ie eine Städtepartnerschaft mit der walisischen Gemeinde Llanfairpwllgwyngyllgogerychwyrndrobwllllantysiliogogogoch – dem Ort mit dem längsten Ortsnamen Europas – ein.[34]

Besondere Beziehung zwischen Paris und Rom
Paris ist seit 1956 mit einer einzigen Stadt, Rom, verschwistert, mit dem Slogan „Seule Paris est digne de Rome; seule Rome est digne de Paris“ (auf Italienisch „Solo Parigi è degna di Roma; solo Roma è degna di Parigi“, und auf Deutsch „Nur Paris ist Roms würdig; nur Rom ist Paris würdig“).
Weitere Rekorde:
- Die „kleinste“ Partnerschaft führen seit 1966 Olfen im Odenwald (ca. 300 Einwohner) und Trévignin in Savoyen (800 Einwohner).

- Nördlingen (Bayern) und Wagga Wagga (New South Wales) sind 1967 die vermutlich „weiteste“ eingegangen: Vom Ries nach Australien sind es 16177 Kilometer.[36][37]

## Kommunale Entwicklungspartnerschaften
Kommunale Entwicklungspartnerschaften sind ein wichtiger Bestandteil deutscher Entwicklungspolitik. Kooperationen deutscher Kommunen mit Kommunen des Globalen Südens tragen dazu bei, nachhaltige Lösungen für globale Herausforderungen wie Klimawandel, Migrationsbewegung und Verstädterung zu finden. Über 650 Kommunen aus Deutschland pflegen Beziehungen zu Städten, Landkreisen und Gemeinden in Afrika, Asien, Lateinamerika und Südosteuropa.
Die ersten Partnerschaften zwischen Kommunen in Deutschland und im Globalen Süden entstanden in den 1960er Jahren. Waren die Gründe für eine Partnerschaft in der Vergangenheit oft politisch motiviert oder von der Idee, Hilfe zu leisten, geprägt, steht oft die Gestaltung einer nachhaltigen Entwicklung im Mittelpunkt. Im Sinne des Ziels 17 der Agenda 2020 „Partnerschaften zur Erreichung der Ziele“ werden unter anderem Projekte umgesetzt, die nachhaltige Lösungen im Sinne der Agenda 2030 der Vereinten Nationen bieten.
Bei der Zusammenarbeit mit Kommunen im Globalen Süden werden deutsche Kommunen finanziell und beratend von der Servicestelle Kommunen in der Einen Welt von Engagement Global im Auftrag des Bundesministeriums für wirtschaftliche Zusammenarbeit und Entwicklung (BMZ) unterstützt. Das BMZ fördert außerdem Entwicklungspartnerschaften mit der Wirtschaft. Durch solche Kooperationen werden oft größere Programme, zum Beispiel der Ausbau wirtschaftlicher und sozialer Infrastruktur, oder die Verbesserung der Trinkwasserver- und Abwasserentsorgung umgesetzt. Untersuchungen haben gezeigt, dass Stadtbürgermeister eine aktive Rolle in der städtischen Diplomatie spielen.
Die Formen der Zusammenarbeit mit Kommunen des Globalen Südens sind vielfältig: sie reichen von internationaler Vernetzung im Rahmen von Veranstaltungen über zeitlich begrenzte Projekte bis hin zu langjährigen Städtepartnerschaften. Von der Zusammenarbeit und dem Fachaustausch in Entwicklungspartnerschaften profitieren alle Akteure:
- Durch Wissenstransfer und Erfahrungsaustausch wird interkulturelle Kompetenz gestärkt.
- Bürger werden für die Zusammenhänge globaler Themen und lokaler Nachhaltigkeit sensibilisiert.
- Zusätzlich lernen die Bürger, zugewanderte Menschen und ihre Herkunft besser zu verstehen. Die Zusammenarbeit unterstützt somit auch die Integration.[44]

## Dreieckspartnerschaften

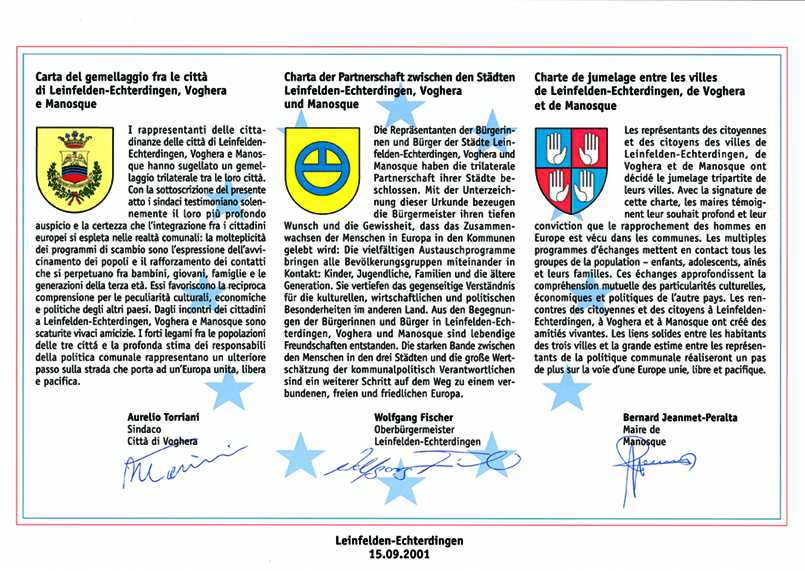
Trilaterale Partnerschaft

Zu diesen Ringpartnerschaften zählen:
- Köln (D) ↔ Barcelona (E) ↔ Tel Aviv-Jaffa (IL), seit 1986
- Trossingen (D) – Cluses (F) – Beaverton (Oregon) (USA) seit 1974 / 1993
- Langen (Hessen) (D) – Romorantin-Lanthenay (F) – Long Eaton (UK) seit 1971
- Würselen (D) ↔ Morlaix (F) ↔ Réo (BF), seit 1981
- Saarbrücken (D) ↔ Nantes (F) ↔ Tiflis (GE), seit 1978[45]
- Osnabrück (D) ↔ Angers (F) ↔ Haarlem (NL), seit 1964
- Tübingen (D) ↔ Perugia (I) ↔ Aix en Provence (F)
- Witzenhausen (D) ↔ Saint-Vallier sur Rhone (F) ↔ Filton (UK), seit 1979[46]
- Leinfelden-Echterdingen (D) ↔ Manosque (F) ↔ Voghera (I), seit 2001
- Leingarten (D) ↔ Lésigny (F) ↔ Asola (I), seit 2004
- Markkleeberg (D) ↔ Pierre-Bénite (F) ↔ Boville Ernica (I), seit 2005
- Immenstadt (D) ↔ Lillebonne (F) ↔ Wellington (Somerset) (UK)
- Paderborn (D) ↔ Le Mans (F) ↔ Bolton (UK)
- Schorndorf (D) ↔ Tulle (F) ↔ Bury (UK), seit 1969
- Schorndorf (D) ↔ Tulle (F) ↔ Dueville (I), seit 2009
- Hürth (D) ↔ Thetford (UK) ↔ Skawina (PL), seit 1996
- Flensburg (D) ↔ Carlisle (UK) ↔ Słupsk (PL), seit 1988
- Fredersdorf-Vogelsdorf (D) ↔ Marquette-lez-Lille (F) ↔ Sleaford (UK), seit 2009
- Velbert (D) ↔ Corby (UK) ↔ Châtellerault (F), seit 1979
- Spangenberg (D) ↔ Saint-Pierre-d’Oléron (F) ↔ Pleszew (PL), seit 1997[47]
- Spangenberg (D) ↔ Saint-Pierre-d’Oléron (F) ↔ Cariñena (E), seit 2018
- Heiligenhaus (D) ↔ Meaux (F) ↔ Basildon (GB), seit 1989
- Gummersbach (D) ↔ La Roche-sur-Yon (F) ↔ Burg (bei Magdeburg) (D), seit 2005
- Fellbach (D) ↔ Tain-l’Hermitage (F) ↔ Erba (I), seit 1978
- Fellbach (D) ↔ Tournon-sur-Rhône (F) ↔ Erba (I), seit 1978
- Ingelheim am Rhein (D) ↔ Autun (F) ↔ Stevenage (UK), seit 1975
- München (D) ↔ Edinburgh (UK) ↔ Kiew (UA), seit 1989
- Clausthal-Zellerfeld (D) ↔ L’Aigle (F) ↔ Spišská Nová Ves (SK), seit 1972/1992/2000
- Grimma (D) ↔ Bron (F) ↔ Weingarten (D)
- Renningen (D) ↔ Mennecy (F) ↔ Occhiobello (I), seit 2012
- Buseck (D) ↔ Molln (A) ↔ Tát (HU), seit 1988
- Biberach an der Riß (D) ↔ Valence (F) ↔ Asti (I), seit 1967
- Biberach an der Riß (D) ↔ Valence (F) ↔ Clacton-on-Sea (UK), seit 1969
- Darmstadt (D) ↔ Graz (A) ↔ Trondheim (N), seit 1968

Multilaterale Städtepartnerschaften sind die Neue Hanse sowie einige Verbindungen von Städten, die sich Europastadt nennen.

## Zahlen
Die Stadt mit den meisten Städtepartnerschaften in Deutschland ist Köln mit 24 Partnerschaften. Dahinter liegen Berlin (17), Darmstadt (15) und Nürnberg (15), die meisten deutschen Großstädte zählen jedoch weniger als zehn Städtepartnerschaften. Als einzige deutsche Großstadt besitzt Ulm keine offizielle Partnerstadt. Unter Österreichs Städten sind Städtepartnerschaften deutlich häufiger; herausragend sind Linz mit derer 18 und Klagenfurt mit 16; in der Schweiz dagegen ist diese Institution wenig verbreitet. Frankreich und Polen stellen rund fünfzig Prozent der Partnerkommunen deutscher Städte, Gemeinden und Kreise.

## Listen von Partnerstädten und -gemeinden
- Liste österreichischer Gemeinden mit Partnergemeinden
- Liste von Schweizer Gemeindepartnerschaften